# Toledo, Ohio
Toledo là thành phố đông dân thứ tư của tiểu bang Hoa Kỳ Ohio và là quận lỵ của quận Lucas. Thành phố tự trị này nằm ở đông bắc Ohio phía cuối bờ tây hồ Erie và giáp với tiểu bang Michigan. Thành phố được thành lập năm 1833 bên bờ tây của sông Maumee. Toledo nổi tiếng với ngành công nghiệp thủy tinh và lắp ráp ô tô.